# Neurose
Een neurose is in de psychoanalytische theorie een structureel ineffectieve manier van omgaan met problemen.

## Oorzaken
In de ontwikkeling van baby naar volwassene krijgt een mens allerlei indrukken te verwerken die zowel aangename als onaangename gevoelens oproepen. Idealiter worden deze ervaringen verwerkt in een situatie waarin een mens liefde en aandacht krijgt. Niemand groeit evenwel op in een situatie waarin hij of zij zich altijd geborgen, geaccepteerd en begrepen voelt. Daarom verloopt de verwerking van al deze indrukken bij niemand volmaakt. Ieder mens heeft indrukken die hij niet goed kan verwerken en dan ontstaat er in de psyche een conflict omdat deze de ervaring niet kan plaatsen. Deze onverwerkte en onbruikbare ervaringen worden diep in het onbewuste weggedrukt. Dit proces valt te vergelijken met dingen waarvan we niet weten wat we ermee aan moeten en ze dan op de zolder wegstoppen. Later weten we dan vaak niet eens meer dat we deze dingen bezitten en waar ze zijn.
Als er te veel en vooral belangrijke ervaringen die voor een evenwichtige ontwikkeling nodig zijn “verdrongen” worden, kan er een psychische structuur ontstaan waardoor iemand onvoldoende in staat is om in belangrijke levenssituaties doelmatig te reageren. Dit kan bijvoorbeeld met een voor de omgeving onbegrijpelijk angstig, radeloos, onzeker, agressief of theatraal gedrag.

### Te grote levenslast
Als de normale levenslast in de totale levenssituatie te zwaar is in verhouding met de psychische draagkracht kan een neurotische stoornis ontstaan, mede op basis van een bepaalde persoonlijkheidsstructuur (zie ook Aboulie). Zo kan een chronische ziekte of invaliditeit een levenssituatie zodanig veranderen dat dit een ander functioneren vergt. Op een andere manier moeten gaan leven kan dan bemoeilijkt worden door wat vroeger verdrongen is. In dat geval kan men niet meer in staat zijn om op een doelmatige manier aandacht te vragen voor problemen. Men kan dan in ernstige moeilijkheden raken en eigenlijk niet meer weten hoe men hieruit moet komen. Het valt hierbij op dat men vaak op een symbolische manier aandacht gaat vragen wat door de omgeving als onecht en aanstellerig wordt ervaren. Zo kan iemand die in bed moet blijven onophoudelijk en zonder reden vragen om de kussens te herschikken, wat een onbewuste manier is om aandacht te trekken. Een soortgelijk neurotisch beeld kan ook ontstaan als het evenwicht tussen psychische draagkracht en draaglast verstoord wordt door bijvoorbeeld de confrontatie met het overlijden of wegvallen van een geliefde, een ondraaglijke situatie op het werk of in het gezin, etc.

### Hysterie
Bij hysterie wordt vaak gedacht dat de betrokkene zich aanstelt en er vooral geen aandacht aan besteed moet worden. Toch kan er achter een dergelijk gedrag een ernstig psychisch ziekteproces schuil gaan zoals een theatrale persoonlijkheidsstoornis. Hierbij ligt de basis van de aandoening diep in de persoonlijkheid opgesloten. Er zijn dan zoveel en belangrijke gevoelservaringen verdrongen (vaak reeds in de vroege jeugd) dat men niet in staat is om op een goede (doelmatige) wijze te reageren op dat wat het leven van een mens vraagt. Hysterie moet dan ook gezien worden als een zeer ernstige psychische aandoening waar de betrokkene onder lijdt, al is dat soms moeilijk op te merken. Het grootste lijden daarbij is als regel een grenzeloze eenzaamheid: enerzijds omdat men het vermogen mist om op een zinvolle wijze met de omgeving om te gaan en anderzijds omdat het gedrag van iemand met een hysterische neurose zo theatraal, klevend en irritant kan zijn dat de omgeving hen niet met open armen ontvangt.

## Hulp
De vraag om hulp en aandacht mag dan ook niet zomaar worden afgewezen. Het is echter ook niet zo dat zij op elk willekeurig moment aandacht mogen en kunnen afdwingen. Beter is het om de gevoelens van ongenoegen die zij oproepen op een niet afwijzende manier met hen te bespreken. Dit is zo zinvol omdat zij hieruit kunnen leren dat deze en soortgelijke gevoelens besproken kunnen worden. De gevraagde aandacht moet op zo'n manier worden gegeven dat zij daaruit kunnen leren dat zij zich niet onecht en theatraal behoeven te gedragen om de door hen gewenste aandacht te krijgen. Een goede manier daarvoor is om, zeker in het begin, afspraken met hen te maken wanneer zij aandacht kunnen krijgen en daar dan stipt de hand aan te houden. Er kan dan geleidelijk aan een situatie ontstaan waarin zij zich minder onecht en theatraal gedragen en op een zinvolle wijze met hun problemen naar voren kunnen komen. Dan kan het mogelijk tot een oplossing van hun problemen komen of deze een juiste plaats in hun bestaan geven. Dit laatste is echter een taak voor een psychiater of een psycholoog.